# ヘンリー・サマセット (第8代ボーフォート公)
第8代ボーフォート公爵ヘンリー・チャールズ・フィッツロイ・サマセット（英語: Henry Charles FitzRoy Somerset, 8th Duke of Beaufort,KG PC DL、1824年2月1日 - 1899年4月30日）はイギリスの貴族、軍人、保守党の政治家。出生から1835年まではグラモーガン伯爵を、同年より自身が公位を継承する1853年まではウスター侯爵を儀礼称号としてそれぞれ用いた。二度にわたりヴィクトリア朝期の主馬頭を務めた。

## 生涯

### 初期の生涯と軍歴
第7代ボーフォート公爵とエミリー・フランシス・カリング（Emily Frances Smith、チャールズ・カリング・スミスの娘）との長男としてパリに生まれた。 イートン校卒業後は、第一ライフガーズ連隊付の尉官に任官した。その後、1842年から1852年にかけて、陸軍最高司令官に就任した晩年の初代ウェリントン公爵付副官を務めた。なお、父である7代公爵も半島戦争を指揮するウェリントン公の副官を務めている。 1843年に中尉に昇進したほか、1847年に第7軽騎兵連隊付大尉の階級を購入している。
ヘンリーは1846年に東グロスターシャー選挙区選出の庶民院議員として当選して、以降は公位を継承する1853年までその職責にあった。
1852年にウェリントン公が死去すると、引き続いて後任の司令官ハーディング陸軍元帥の副官をハーディング卿の死まで務め上げている。翌年の1853年に父の死去に伴って、ボーフォート公爵を継承した。

### 公位継承後

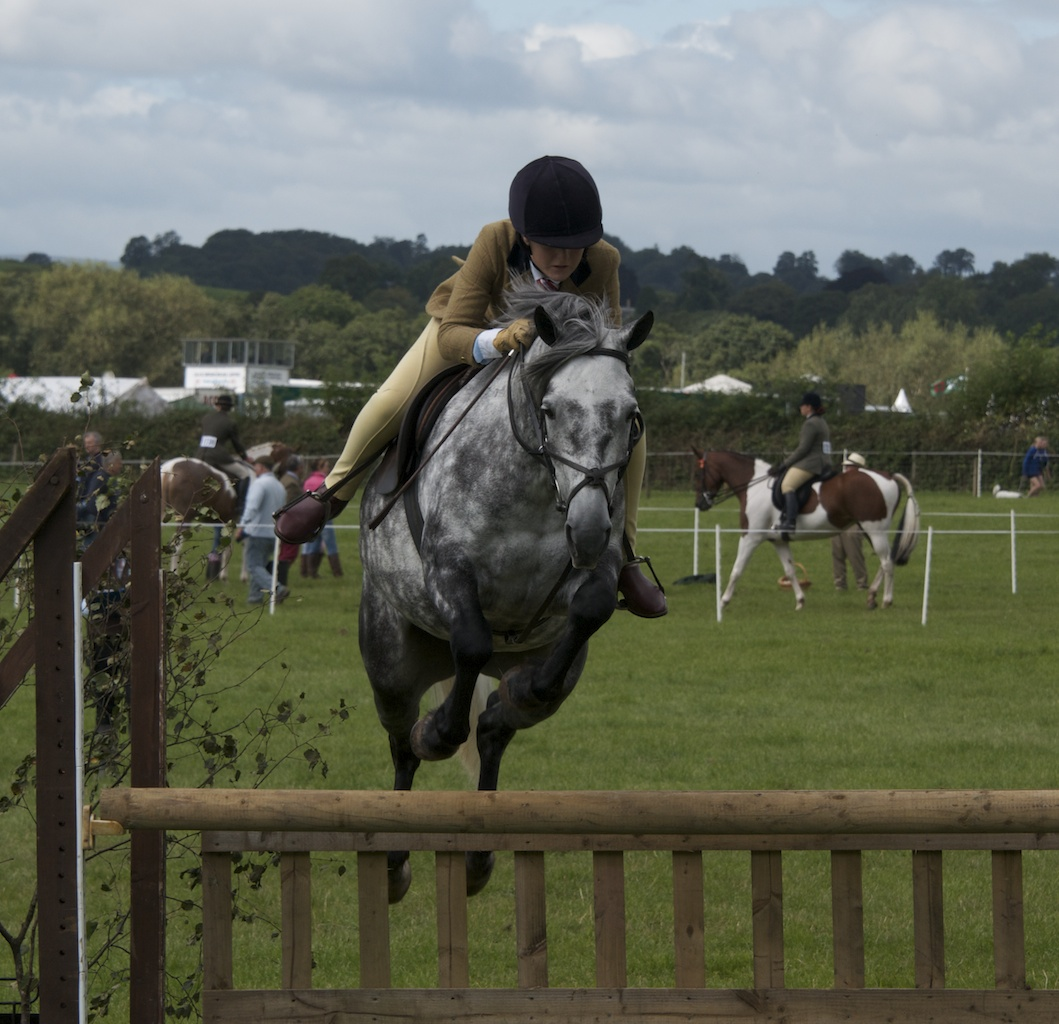
公爵が出資したモンマスシャー・ショーの現在の様子。

公位継承ののち、1854年4月に第7騎兵連隊付少佐の地位を購入したほか、同年5月には死去した父に代わって王立グロスターシャー・ヨーマン騎兵連隊付中佐相当の地位を得ている。
この間に、折しもウェールズ、モンマスで始まった農産物品評会に対してJ.E.W.ロールズとともに20ポンドの出資を行って、その発展に寄与している。同品評会は現在まで続いており、「モンマスシャー・ショー」の名で毎年開催されている。
1858年に第2次ダービー内閣下の主馬頭に任命されると同時に、枢密顧問官に任じられた。またこの年に軍人として名誉中佐に進級したが、1861年に陸軍を退役した。その後、ダービー伯爵が1866年に組閣すると主馬頭に再任して1868年まで同職を務めた。ヘンリーは主馬頭在職中の1867年にガーター勲章を受勲するとともに、モンマスシャー統監に就任している。1874年に中佐を辞して、ヨーマン騎兵連隊の名誉大佐に就任した。1887年には以前から務めていたグロスターシャー工兵義勇軍名誉大佐の地位を辞している。

### 晩年
晩年は度重なる息子の問題に直面した。まず、次男ヘンリー・リチャードが当時は違法であった同性愛者であることが発覚して、妻を残したままニュージーランドやフィレンツェへの逃避を余儀なくされた。続いて、三男ヘンリー・アーサーはクリーブランド・ストリート・スキャンダルへの関係が取り沙汰された。この事件ではアルバート・ヴィクター王子の関与が噂されており、時のプリンス・オブ・ウェールズは事態が貴族階級ひいては英国王室に波及することを憂慮して渦中のヘンリー・アーサーと面会している。その後、大法官初代ハルスベリー伯爵が彼への逮捕状請求を拒否している間に、ヘンリー・アーサーは司直の追求の及ばないフランス、ブローニュヘと亡命した。
公爵は1898年に莫大な相続税を回避するべく、長男に生前贈与を行った。その翌年に自邸のあるストーク・ギフォードにて、痛風のため75歳で死去した。爵位は長男ヘンリー・アデルバートが継承した。

## 逸話
- 狩猟とスポーツをこよなく愛したほか、射撃の腕は一流であったという[12]。
- 球技バドミントンの名は、彼が当主を務めるころに自邸バドミントン・ハウス（英語版）で始まったことに因む[12]。
- あらゆるスポーツを網羅・解説した書籍を出版するプロジェクト『バドミントン・ライブラリー（英語版）』を主宰した[17]。一連の書籍は完成ののち、当時のプリンス・オブ・ウェールズに献呈されている[18][19]。
- 公爵夫人ジョージアナがパーティーを主催した際に、外出中の公爵宛に彼の愛人を描いた絵画が届けられたことがあった。ジョージアナは動じず「やはりこの絵は公爵の部屋に飾るのが一番だと思うわ」と述べて、執事に公爵の書斎へと持って行くように命じたほか、帰宅した公爵も絵画の出来に満足していたという[20]。

## 家族
1845年7月3日にジョージアナ・シャロット・カーゾン＝ハウ（Georgina Charlotte Curzon-Howe、1825年9月29日 - 1906年5月14日、初代ハウ伯爵の娘）と結婚して、6人の子供をもうけた。公爵夫人ジョージアナは賢婦人の呼び声高く、公爵は父と違ってスキャンダルに巻き込まれることはなかった。
- 第1子（長男）ヘンリー・アデルバート・ウェリントン・フィッツロイ（1847年5月19日 - 1924年11月27日）- 第9代ボーフォート公爵
- 第2子（次男）ヘンリー・リチャード・チャールズ（1849年12月7日 - 1932年10月10日）- レディ・イザベラ・サマーズ＝コックスと結婚、子あり。
- 第3子（三男）ヘンリー・アーサー・ジョージ （1851年11月17日 - 1926年5月26日）クリーブランド・ストリート・スキャンダルに関与。生涯未婚。
- 第4子（四男）ヘンリー・エドワード・ブルーデネル（1853年7月6日 – 1897年5月17日）- ファニー・ジュリア・ディクシーと結婚、子あり。
- 第5子（五男）ヘンリー・フィッツロイ・フランシス（1855年2月9日 - 1881年7月23日）
- 第6子（長女）ブランシェ・エリザベス・アデレード（1856年3月26日 - 1897年2月22日）-  第5代ウォーターフォード侯爵と結婚、子あり。